# Jeppe Druedahl
Jeppe Druedahl (født 18. marts 1986) er en dansk økonomisk forsker og debattør. Han er lektor på Økonomisk Institut ved Københavns Universitet. Hans forskningsområde ligger indenfor makroøkonomi med anvendelse af mikroøkonomiske data. Han har ved en række lejligheder deltaget i den offentlige økonomisk-politiske debat om emner som finanskrisen, klimaøkonomi og den nyeste udvikling indenfor økonomisk forskning. Han er fast kommentator i dagbladet Information. Under coronakrisen i 2020 har han optrådt i en række medier med forklaringer af krisens økonomiske konsekvenser.

## Karriere
Jeppe Druedahl er uddannet i økonomi ved Københavns Universitet, hvor han blev bachelor i 2010, cand.polit. i 2013 og ph.d. i 2016. Han har fortsat sin forskerkarriere samme sted som postdoc 2016-18, tenure-track adjunkt 2019-20 og lektor fra 2020. Han er tilknyttet forskningscenteret Center for Economic Inequality and Behavior (CEBI). Han har bl.a. undervist i mikroøkonomi, makroøkonomi og forskellige programmeringsfag indenfor økonomi.
I 2020 modtog han undervisningsprisen "Den Usynlige Hånd", uddelt en gang årligt af Socialøkonomisk Samfund til årets bedste underviser.

## Forskning
Druedahls forskning er centreret om makroøkonomiske problemstillinger belyst ved hjælp af mikroøkonomiske data med særlig fokus på forbrugs- og opsparingsbeslutninger. Bl.a. har han sammen med Thomas H. Jørgensen skrevet forskningsartiklen "Can Consumers Distinguish Persistent from Transitory Income Shocks?" til tidsskriftet Economic Journal. Her belyses ved hjælp af paneldata, hvor godt forbrugere kan skelne mellem permanente og midlertidige indkomststød, hvilket har betydning for at kunne estimere forbrugskvoter korrekt.

## Deltagelse i den offentlige debat
Druedahl har ved en række lejligheder taget del i den offentlige debat om emner indenfor økonomisk forskning og økonomisk politik. Han er blevet interviewet i pressen om bl.a. årsagerne til finanskrisen, om de senere års nytænkning indenfor makroøkonomisk forskning og om økonomisk ulighed. Han har skrevet kronikker og kommentarer om en række emner som moderne monetær teori og farerne både ved for høj statsgæld og ved "statsgældfobi", om klimaøkonomi, tendensen til stigende monopolmagt i USA, om kritik af mainstream-økonomi og om øremærket forældreorlov.
Under coronakrisen i 2020 er han bl.a. blevet brugt som ekspert på viden om coronakrisens økonomiske konsekvenser.